# Lachen (ville du Sikkim)
Pour les articles homonymes, voir Lachen.

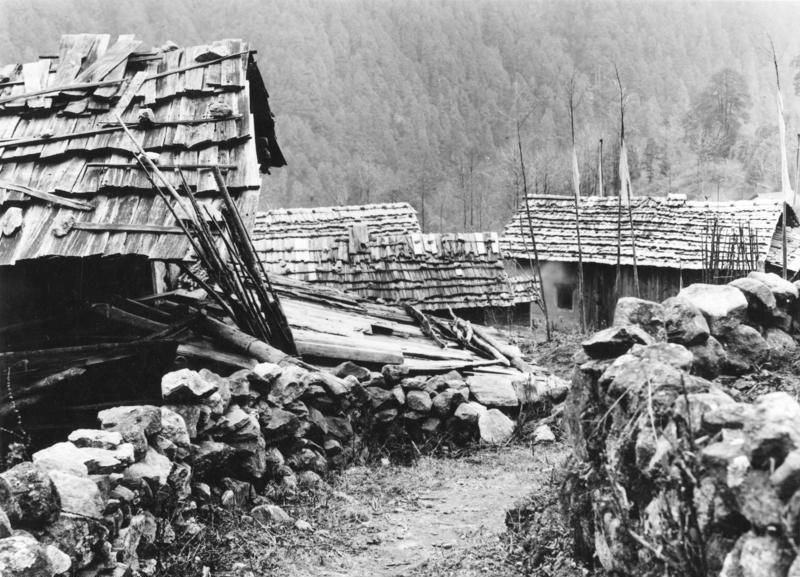
Le village de Lachen en 1938.

Lachen est une ville du district du nord du Sikkim dans l'État indien du Sikkim. Elle se trouve à une altitude de 2 750 mètres et a une population d'environ 1 000 habitants si l'on exclut les personnels de la base militaire qui s'y trouve.
Le nom Lachen signifie « le grand col ».
En se dirigeant vers le nord, on trouve la vieille ville de Thangu (en).

## Mission chrétienne dans les années 1930

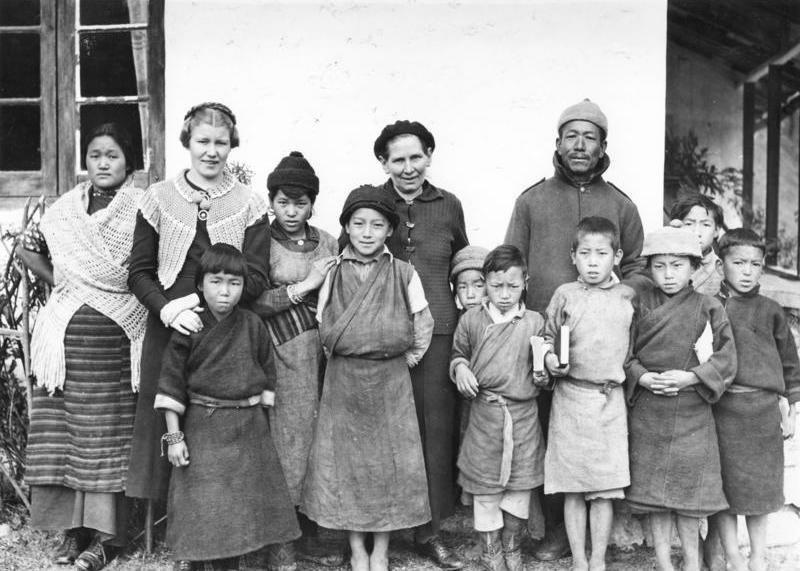
École d'une mission à Lachen, une missionnaire finlandaise avec son assistante et un pasteur aborigène, 1938.

Marco Pallis mentionne la présence en 1936 d'une école tenue par deux missionnaires protestantes où des enfants de Lachen recevaient une éducation et confectionnaient également des tapis.

## Ermite de Lachen
Dans les environs du village, un ermite appelé Lachen Gomchen Rinpoché, ou le Gomchen de Lachen, supérieur du monastère de Lachen, fut le maître spirituel d'Alexandra David-Néel en 1915. Il fut aussi un des grands maîtres rencontrés par Marco Pallis en 1936.

## Transport
Lachen est située à environ 120 km de Gangtok (six heures de voyage par la route).

## Climat
La température de jour y est de 4 à 12 °C même en juin et juillet.

## Tourisme
La ville est promue comme destination touristique par le gouvernement sikkimais. Elle présente une vue panoramique des montagnes de l'Himalaya et possède une abondante faune. La ville forme la base de la vallée de Chopta (en) et du lac Gurudongmar. À 5 183 m, c'est l'un des lacs avec la plus grande altitude du monde et l'un des lacs les plus sacrés de l'Inde (par les sikhs et les bouddhistes), qui peut être atteint depuis Lachen à condition d'obtenir un permis du Ministère des affaires intérieures car il est dans une région frontalière partiellement militarisée.
Une course annuelle de yacks, le Thangu, est organisée en été.